# صولات وجولات ألفانوي (رواية)
صولات وجولات ألفانوي (بالإسبانية: Industrias y andanzas de Alfanhuí)‏ رواية ذات طابع فانتازي سحري للكاتب الإسباني رافائيل سانشيث فيرلوسيو، نُشرت عام 1951. تتناول الرواية قصة طفل تم طرده من المدرسة لكتابته بأبجدية غير مفهومة والذي يقوم بمحاكاة واقعه الخاص ببعض الصولات الغريبة التي تنأى به عن الحياة الروتينية وتنجيه من العقاب المنتظر. الرواية هي عبارة عن مزيج بين الواقع والفانتازيا السحرية، والسحر والعجائبية. ويظهر ذلك جليًا في الوصف الدقيق للشخصيات والأشياء على حد سواء. وقد لفتت الرواية أنظار المهتمين لصفاء أسلوبها وفحواها الجدلي، على الرغم من اختلافهم الظاهر في تصنيفها كامتداد لرواية الصعاليك في إسبانيا أو اعتبارها إعادة إنتاج نص الكتابة الفانتازية السحرية في إسبانيا في ذلك الوقت.